# Куршские короли
Куршские короли (латыш. kuršu karaļi, нем. Kurische Koenige) — конфедерация шести родов потомков местных вассалов Ливонского ордена, существовавшая в XIV—XX вв.  в окрестностях города Голдинген (латыш. Kuldīga) в Курляндии (латыш. Kurzeme), на территории сегодняшней Латвии. Среди них преобладают фамилии Апарйодс (Aparjods), Пеникис (Peniķis), Тонтегоде (Tontegode), Видиньш (Vidiņš), Драгунс (Dragūns), Саукантс (Saukants) и Сиркантс (Sirkants).

## История
Согласно преданиям, которые в письменных источниках упоминаются с середины XVI века, название «Куршские короли» происходит от вождей древних куршей (древнебалтская народность), которые в XIII веке добровольно приняли крещение и помогали Ливонскому военно-монашескому ордену в борьбе с язычниками, за что им была дана свободная от всяких податей и трудовых повинностей земля. Предание отражает историческую действительность: Ливонский орден в своём государстве широко применял присуждение земель в лен лояльным лицам местного происхождения, чтобы привлечь их к орденской военной и административной службе.
Во времена владычества Ордена (1253—1561) куршским королям были даны следующие лены, на которых возникли вольные деревни — места жительства потомков первых вассалов. Имя праотца стало родовым именем.
- В 1320 г. — лен в 2 гакена земли (≈200 га) роду Тонтегоде в вольной деревне Плики в сегодняшней волости Турлава, Кулдигского района.

Древнейшая сохранившиеся ленная грамота куршских королей, данная Тонтегоде магистром Герхардом фон Иоке 6 мая 1320 года. Перевод с латинского языка:
Всем верующим во Христа, которые будет читать или слушать эту грамоту, брат Герхард, магистр Тевтонских братьев в Ливонии, шлёт привет во имя Спасителя всех [людей]. Содержанием этой грамоты мы ясно извещаем, что по совету и согласию наших мудрых братьев мы предъявителю сей грамоты, Тонтегоде и его наследникам, дали в лен два гакена земли, которыми владел его предшественник, светлой памяти Кристиан в сих границах: идти вдоль речки Церенде вверх до озера по названию Сип; дальше до деревьев, меченных крестами; потом, следуя крестам и меткам, возвращаться к упомянутой речке Церенде с другой стороны. Всё это [Тонтегоде и его наследники могут] держать в своей власти и со всеми принадлежностями владеть на вечные времена по тому же праву, каким другие вассалы Ордена в Курляндии владеют своими феодами. Как свидетельство достоверности сего к грамоте приставлена наша печать. Дано в замке Дюнаминде, третьего дня после праздника Вознесения, в году Господнем 1320-м.

- В 1333 г. — лен в 2 гакена роду Тонтегоде в вольной деревне Виесалги в сегодняшней волости Снепеле Кулдигского р-на.
- В 1439, 1456, 1500, 1504 гг. — лен в 6 гакенов роду Пеникис в вольной деревне Кёниньциемс в сегодняшней волости Турлава Кулдигского р-на.
- В 1470 г. — лен в 1/2 гакена роду Сиркантс (позже слился с родом Пеникис) в вольной деревне Кёниньциемс в сегодняшней волости Турлава Кулдигского р-на.
- До 1500 г. — лен примерно в 2 гакена роду Шмединьш в вольной деревне Зиемели в Турлава Кулдигского р-на.
- В 1503 г. — лен в 2 гакена роду Драгунс (с сер. XIX в. — Видиньш) в вольной деревне Драгуни в сегодняшней вололости Варме Кулдигского р-на.
- В 1546 г. — лен примерно в 1/2 гакена роду Бартолт (с сер. XIX в. — Бергхольц) в вольной деревне Саусгали в сегодняшней вололости Падуре Кулдигского р-на.
- В 1550 г. — лен 1/2 в гакена роду Калейс (с сер. XIX в. — Шмитс) в вольной деревне Калейи в сегодняшней волости Турлава Кулдигского р-на.

### Ливонский Орден
Как и другие вассалы местного и немецкого происхождения, куршские короли в пользу Ордена исполняли служебные обязанности: в войнах Ордена с литовскими и русскими княжествами и Рижскими архиепископами служили в лёгкой кавалерии, а в мирное время охраняли путешественников на ливонских дорогах и перевозили почту.
Среди них выделялся род Пеникис, именно к которому до сер. XVIII века относилось название «куршские короли» как в быту, так и в документах. Впервые куршским королём в ленной грамоте 1504 года именован Андрейс Пеникис, которому магистр Вальтер фон Плеттенберг дал в лен гакен земли за верную службу в недавних боях с великим княжеством Московским. Пеникисы были командирами полка куршских лёгких всадников в войске Ордена.

### Курляндия
После самоликвидации Ливонского ордена в 1561 году, образования немецкого государства Курляндского герцогства и обращения курляндских латышских крестьян в крепостных начались постепенные и частые посягательства со стороны дворянства на права и земли куршских королей. Их оттеснили от военной службы, подчинили суду Голденгского обергауптмана, в 1706 году наложили на них подати, а в 1711 году, вопреки прежним запретам герцогов, принудили отрабатывать крестьянскую барщину в пользу Голденгской герцогской мызы. Этому способствовало обстоятельство, что в герцогстве не был издан ни один законодательный акт о правах как куршских королей, так и всех вассалов местного происхождения в целом.

### Российская империя
С середины XVIII века куршские короли совместными усилиями начали процесс восстановления своих прав судебным путём. После долгих лет тяжбы в судах герцогства, а после присоединения Курляндии в 1795 году к России — в судах империи, им в 1854 году удалось окончательно добиться освобождения от любых связей с  Голдингской казённой мызой, а в 1884 году — признания привилегированного статуса, освобождения от личных налогов и военной службы.

1884 года Марта 12 дня По указу Его Императорского Величества, Правительствующий Сенат слушали следственное дело о привлеченіи такъ наз. Куришъ-Кениге, жителей 7-ми деревень, находящихся вь округе Гольдингенскаго Оберь-Гауптманского Суда, Пликенъ и др., къ платежу податей и повинностей. Приказали: [..] основываясь на привиллегіяхъ, дарованныхъ имъ Гермейсмерами Немецкого ордена въ XIV, XV, XVI и XVII столетіяхъ, [..] изъ которыхъ несомненно явствуетъ, что Куришъ-Кениге сь незапамятныхь времень пользовались личными правами и привиллегіями, такъ равно и Высочайшимъ Манифестомъ Императрицы Екатерины II отъ Апреля 15-го 1795 г. [..], каковымъ Манифестомъ подтверждены были особыя права этой губерніи и всехъ сословій. [..] Что какъ содержаніе представленныхъ ответчиками грамотъ, такь и выдача таковыхъ ответчикамъ отъ имени владельца князя убеждають вь томъ, что Куришь-Кениге получили именно настоящіе лены, а не крестьянскіе (Feudaster) и что первые изъ предковъ Куришъ-Кениговъ признавались во всякомъ случаю за лицъ рыцарскаго происхожденія."

В 1860 году в вольных деревнях проживали 790 куршских королей. Примерно 500 жителей вольных деревень были латышские, немецкие и еврейские сельские работники, ремесленники и торговцы, которые работали у куршских королей или арендовали у них место для хозяйственной деятельности.

### Латвийская республика
Автономия вольных деревень без ведома куршских королей была ликвидирована правительством Латвийской Республики в 1918 году вместе с привилегиями немецкого дворянства, а куршские короли были подчинены администрации волостей. В 1929 году правительство разделило формально общинные владения на частные участки.

### Советский период
Культурную среду куршских королей окончательно разрушила советская власть в ходе сталинских репрессий 1940-х и принудительной коллективизации в 1950-х гг. На сегодняшний день сохранились лишь отдельные хутора куршских королей. Многие потомки куршских королей проживают в других частях Латвии и в других странах.

## Быт и традиции
Вольные деревни, которые состояли из хуторов отдельных наследников, были хозяйственно, административно и судебно самостоятельными единицами. Все вопросы, касающиеся рода в целом, решались на сходе хозяев хуторов, а во главе вольной деревни стоял бурмейстар (burmeistars), называемый также дедом (vecais tēvs) или начальником (priekšnieks), который представлял родовую общину в сделках с внешним миром, хранил архив вольной деревни, творил суд, надзирал за порядком, подготавливал юношей к военной службе. Чин бурмейстара передавался по наследству в более чистокровной линии потомков древних куршских вождей. С 1664 года известны гербы вольных деревень куршских королей, в которых с различными вариациями изображены вооружённые всадники.
Земля деревни, называемая отцовской (латыш. tēva zeme), обрабатывалась всем родом вместе. Куршские короли могли неограниченно пользоваться всеми ресурсами лена — пашней, лугами, лесами, водоёмами. Помимо земледелия, занимались коневодством, пчеловодством, торговлей лесоматериалами, кузнечным делом.
Куршские короли, за редкими исключениями, браки заключали только среди своих родов. В народе славились как гордостью к своему происхождению, так и гостеприимством и щедростью. В быту сохранили многие дохристианские традиции — культ предков и священных рощ, пышное празднование древних памятных дней солнечного года. Своеобразным средством сплочения рода, а также укрепления межродовых и соседских связей являлись знаменитые пиршества (латыш. dzīras), которые по случаю крестин, свадеб и похорон справлялись всей деревней 3—4 дня подряд при участии множества гостей, не жалея съестного и пива.
По правовому положению, амбивалентным отношениям с государством и длительному сохранению прямой демократии возможно провести много аналогий куршским королям среди других общин вольных людей в Восточной Европе — российского казачества, чешских ходов и кунийцев.